# Городок (Черниговская область)
Городок (укр. Городок) — бывшее село в Семёновском районе Черниговской области Украины. Село было подчинено Тимоновичскому сельсовету.

## История
По состоянию на 1985 год население — 20 человек. Решением Черниговского областного совета от 27.08.2005 года село снято с учёта.

## География
Было расположено в 0,5 км восточнее государственной границы Украины с Россией и севернее устья реки Ирпа, впадающей в Снов — западнее села Калиновское. Застройка села была представлена одной улицей.  